# Chrétiens allemands
Les Chrétiens allemands (en allemand Deutsche Christen, abrégé en DC) étaient un mouvement raciste et antisémite au sein du protestantisme allemand. En 1933, ils prennent le pouvoir au sein de l'Église protestante du Reich nouvellement constituée. Les opposants se regroupent alors dans l'Église confessante.

Emblème des chrétiens allemands, 1932.

## Origines
Fondés en 1932, ils gagnent à partir de juin 1933, la direction de quelques églises. Ces protestants et chefs d'églises protestantes ont salué l'élection de Hitler à la Chancellerie du Reich le 30 janvier 1933 comme étant la rédemption de la nation et la venue de temps nouveaux.
En 1933, dans le cadre de la politique de « mise au pas », la Gleichschaltung, le pouvoir nazi contraint les Églises protestantes à fusionner dans l'Église protestante du Reich. En juillet 1933, les chrétiens allemands remportent la victoire aux élections ecclésiastiques.
Le symbole du groupe est une croix chrétienne traditionnelle avec une croix gammée en son centre et les initiales du groupe : DC. Les nazis se sont servis des chrétiens allemands pour consolider leur pouvoir, mais ils perdront leur importance dès 1935. 

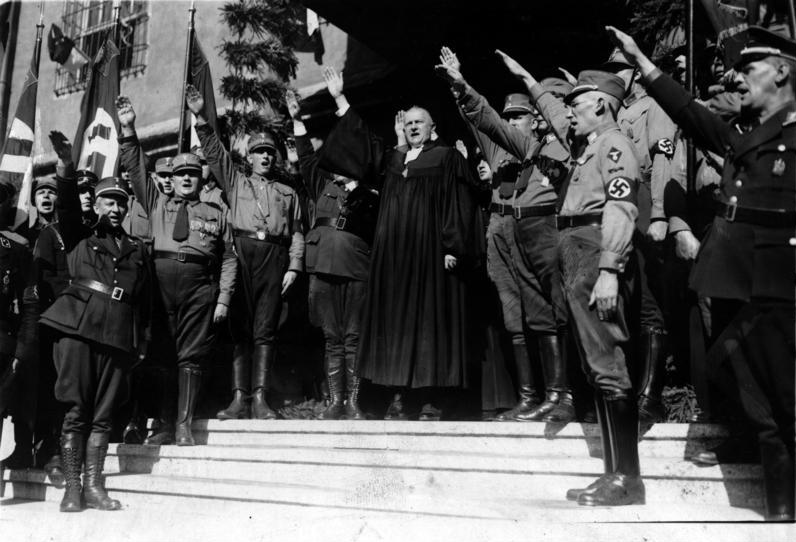
Ludwig Müller (futur évêque du Reich) à l'ouverture du synode national à Wittenberg, septembre 1933.

Cependant, bien qu'Hitler cherche à garder certaines apparences, le national-socialisme, et particulièrement son élite, s'oppose clairement à l’ensemble du christianisme, même remodelé. Malgré l'obséquiosité des chrétiens allemands à se plier au nazisme, ceux-ci ne gagnèrent jamais l'estime de l'élite du parti.

## Théologie
« Les Chrétiens allemands avaient comme but de purifier la Bible - et par conséquent la foi chrétienne - de tous les aspects juifs qu'elle contenait. Ils écartaient l'Ancien Testament, voulaient éliminer l'apôtre Paul du Nouveau Testament, voulaient un Jésus aryen, non-juif. »
Le mouvement des chrétiens allemands présentait de forte tendances syncrétistes. Il s'alignait sur les tendances intellectuelles et culturelles de l'époque. Sa théologie était très politique et sécularisée. Le mouvement évolua vers le volkisme, l'adoration du führer et l'antisémitisme racial.
Ainsi, un de ses principaux penseur, Emmanuel Hirsch, est un théologien dialectique et existentialiste, reflet inversé du théologien Paul Tillich.
La conception des Deutsche Christen impliquait un Christ fort en se basant sur des versets du type « Je ne suis pas venu apporter la paix, mais l'épée » (Mc. 10). Alors que ces versets sont généralement compris à l'aune du reste de la Bible, les DC interprétaient la Bible à l'aune de ces versets. Les versets qui parlent ainsi de violence, de force ne sont pas majoritaires, mais pas négligeables non plus, ils ont ainsi fondé leur théologie dessus pour développer une compréhension d'un Christ glorieux, d'un Dieu fort et puissant dont on peut remarquer la puissance et l'action ici-bas.  
Ils se basaient sur la possibilité de reconnaître l'action de Dieu dans l'histoire, telle que de nombreux théologiens l'avaient développée depuis la fin du XIXe siècle, et notamment pendant la Première Guerre mondiale. Ainsi, Hitler a pu être reconnu comme tel : un envoyé de Dieu pour sauver l'Allemagne. C'est du fait de ce fondement que Barth s'opposera à toute théologie naturelle et se méfiera du principe de l'expérience religieuse. Barth participera à la fondation de l'Église confessante, un mouvement plus ou moins caché et secret au sein de l'Église allemande, afin de s'opposer à cette conception pervertie de l'Évangile. Tillich a par exemple refusé de signer la confession de foi de Barmen (confession de foi de l'Église confessante) non parce qu'il adhérait au DC, mais parce qu'il refusait l'impossibilité stricte de connaître Dieu en dehors de la raison. Or ce point était indispensable selon Barth afin de renforcer l'impossibilité de reconnaître l'action de Dieu dans l'histoire. Le but de Barth était ici de protéger la théologie contre toute tentative séculière d'en prendre le pouvoir en se basant sur la révélation seule. Dieu n'est ainsi, selon lui connaissable qu'en Christ crucifié. On peut regretter que ce faisant, Barth ait exclu des théologiens qui n'avaient rien à voir avec les DC, mais qui avaient un différend théologique avec lui. Ainsi Paul Tillich ou Emil Brunner.
La crucifixion du Christ est, dans la lignée de la théologie chrétienne, une partie importante et inséparable de la révélation. Alors que pour les DC, il s'agissait d'un crime des Juifs à l'encontre de Dieu. Selon eux, Dieu se révèle dans les actes de puissance, et certainement pas dans la faiblesse d'un crucifié. C'est également là la raison de leur refus du corpus paulinien, puisque ce dernier accentuait justement le paradoxe de la force dans la faiblesse et faisait de la crucifixion le cœur de la foi chrétienne. 2Co.12.10 « C’est pourquoi je me plais dans les faiblesses, dans les outrages, dans les privations, dans les persécutions, dans les angoisses, pour Christ; en effet quand je suis faible, c’est alors que je suis fort. »

## Bibliographie

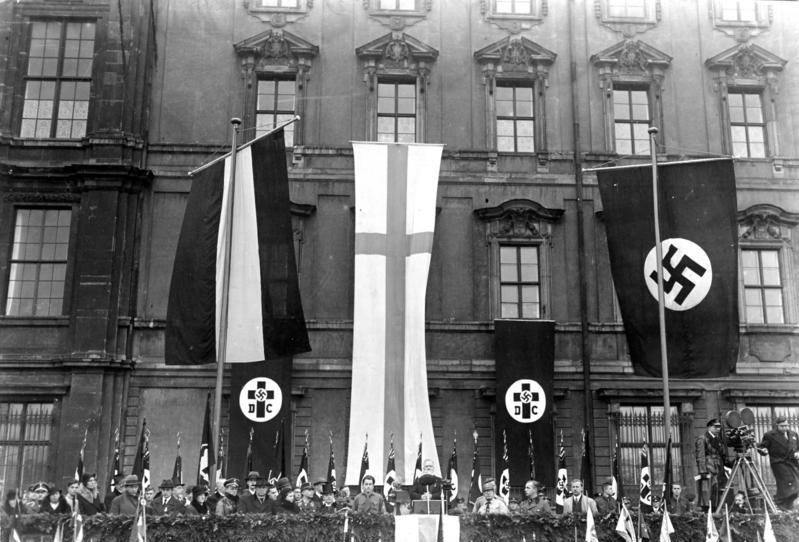
Les « Chrétiens allemands » en 1933.